# Standard Telephones and Cables
Standard Telephones and Cables Ltd (STC) var en brittisk tillverkare av telefoner, teleprintrar, radioapparater och annan utrustning för telekommunikation.
Företaget inledde sin verksamhet år 1883 med att sälja amerikansktillverkade telefoner och telefonväxlar som agent för amerikanska Western Electric och år 1910 grundades bolaget Western-Electric Co Ltd. År 1925 sålde Western Electric sina utländska bolag till ITT Inc., som lät ändra namnet på det brittiska bolaget till Standard Telephones and Cables Ltd. Tillverkningen av elektronrör avyttrades år 1960.
I början av 1960-talet hade STC omkring 25 000 anställda och fabriker i New Southgate (London), North Woolwich, Footscray, Newport (Monmouthshire), Harlow, Southampton, Paignton och Enfield Town. År 1970 blev bolaget dessutom världsledande inom tillverkning av 
sjökablar genom förvärvet av Submarine Cables Ltd från AEI. Fabrikerna i 
Woolwich and Greenwich lades ned år 1977 och i mitten av 1982 omvandlades företaget till ett aktiebolag och noterades på London Stock Exchange.
I ett försök att ta sig in på marknaden för stordatorer  förvärvade STC International Computers Limited (ICL) år 1984 men fick snart ekonomiska problem. År 1991 förvärvades STC av 
kanadensiska Nortel.